# 弗利特伍德镇足球俱乐部
弗利特伍德镇足球俱乐部是位於英格蘭兰开夏郡弗利特伍德的足球會，於1997年成立，是名為「弗利特伍德」的第三代球會。在2011/12年贏得英格蘭足球議會全國聯賽冠軍，首度升班英格蘭足球聯賽，在英格蘭足球乙級聯賽參賽；2014年透過附加賽升班英格蘭足球甲級聯賽。

## 歷史
弗利特伍德镇的前身是成立於1908年的「弗利特伍德足球俱乐部」（Fleetwood F.C.），於「蘭開夏混合聯賽」（Lancashire Combination）參賽，1968年成為新成立的英格蘭北部超級聯賽創始成員，但於1976年因財困而解散。弗利特伍德於翌年以「弗利特伍德镇足球俱乐部」（Fleetwood Town F.C.）名義捲土重來，初時參加「柴郡甲組聯賽」（Cheshire League Division One），1982年轉往新成立的英格蘭西北郡足球聯賽，在乙組角逐，第二年即獲得冠軍升班甲組。1987年重返英格蘭北部超級聯賽加入新成立的第二級甲組聯賽，首年即獲得冠軍升班超聯組。但這支球隊亦於1993年12月再度解散。
球隊再次重組，於1997年以「弗利特伍德流浪足球俱乐部」（Fleetwood Wanderers F.C.）名義參加英格蘭西北郡足球聯賽乙組聯賽，是國內第10級聯賽，由於獲得贊助，隨即更名「弗利特伍德弗里波特足球俱乐部」（Fleetwood Freeport F.C.），1999年取得乙組聯賽冠軍升班甲組。2002年球隊再次更名為現時的「弗利特伍德镇足球俱乐部」（Fleetwood Town F.C.）。2005年取得英格蘭西北郡足球聯賽甲組聯賽冠軍，翌年加入英格蘭北部超級聯賽甲組聯賽，獲得亞軍再升班上超聯組。2008年弗利特伍德镇贏得超聯組冠軍，升班到英格蘭足球議會北部聯賽。2010年球隊僅以1分之微落後（Southport）獲得議會北部聯賽亞軍，只能參加升班附加賽，準決賽對特萊斯登足球會（Droylsden）兩回合累計3-3平手，弗利特伍德镇於互射十二碼以4-3獲勝過關；決賽對（Alfreton Town）獲得主場之利，以2-1獲勝，取得升班到第五級聯賽英格蘭足球議會全國聯賽的資格，是重組後參賽最高的級別，亦是球隊六季來取得第四次升班資格。

## 大事紀年
| 年 份   | 事 項 |
| ------- | --- |
| 1910-11 | 加入蘭開夏郡混合乙組聯賽（Lancashire Combination Division Two）                                                                                              |
| 1911-12 | 乙組聯賽排第四位，升班甲組 |
| 1915    | 脫離蘭開夏郡混合聯賽 |
| 1919    | 重新加入蘭開夏郡混合聯賽 |
| 1923-24 | 蘭開夏郡混合聯賽冠軍 |
| 1927-28 | 參賽22場後退出，成績轉移到普雷斯科特電纜（Prescot Cables）名下                                                                                               |
| 1931-32 | 重新加入蘭開夏郡混合聯賽 |
| 1933-34 | 蘭開夏郡混合聯賽亞軍 |
| 1934-35 | 蘭開夏郡混合聯賽亞軍 |
| 1945    | 戰後復辦聯賽没有即時參賽 |
| 1946-47 | 重新加入蘭開夏郡混合聯賽 |
| 1968-69 | 加入新成立的北部超級聯賽（Northern Premier League）成為創始成員                                                                                              |
| 1976    | 因財務問題而解散 |
| 1977    | 以「費列活特鎮足球會」（Fleetwood Town F.C.）名義成立取代已解散的「費列活特足球會」（Fleetwood F.C.）                                                        |
| 1978-79 | 加入柴郡甲組聯賽（Cheshire League Division One） |
| 1982-83 | 加入西北郡聯賽（North West Counties League）成為創始成員 |
| 1983-84 | 西北郡乙組聯賽冠軍，升班甲組 |
| 1984-85 | 決賽1-3負於希斯奧云镇（Halesowen Town），足總瓶亞軍 |
| 1985-86 | 聯賽被扣減2分 |
| 1987-88 | 再次加入北部超級聯賽，於新成立的甲組參賽；北超聯甲組聯賽冠軍，升班超聯組                                                                                     |
| 1993    | 12月球隊再次解散，重組恢復舊名為「費列活特足球會」（Fleetwood F.C.）                                                                                         |
| 1994    | 北超聯超聯組排第廿二位，降班北超聯甲組 |
| 1994-95 | 聯賽被扣減3分 |
| 1996    | 第三度倒閉 |
| 1997-98 | 以「費列活特流浪足球會」（Fleetwood Wanderers F.C.）名義重組加入西北郡乙組聯賽；於8月獲得贊助，隨即更名「費列活特弗里波特足球會」（Fleetwood Freeport F.C.） |
| 1998-99 | 西北郡乙組聯賽冠軍，升班甲組 |
| 2002    | 再次更名回復「費列活特鎮足球會」（Fleetwood Town F.C.） |
| 2004-05 | 西北郡甲組聯賽冠軍 |
| 2005-06 | 加入北部超級聯賽甲組聯賽；以得失球差取得北超聯甲組聯賽亞軍，升班超聯組                                                                                       |
| 2007-08 | 北超聯超聯組冠軍 |
| 2008-09 | 加入足球議會北部聯賽（Conference North） |
| 2009-10 | 議會北聯賽排第二位，附加賽兩回合累計3-3，十二碼4-3淘汰特萊斯登（Droylsden），決賽主場2-1擊敗，升班足球議會全國聯賽（Conference National）                    |
| 2011-12 | 足球議會全國聯冠軍，升班英乙 |
| 2013-14 | 英乙聯賽排第四位，附加賽準決賽兩回合累計1-0淘汰約克城，温布萊決賽1-0擊敗保頓艾爾賓，升班英甲                                                                 |

2019 2020 英甲聯賽第六位，附加賽準決賽合計3:6負於韋甘比流浪者。

## 近況
參見2015年至2016年英格蘭足球甲級聯賽
- 2015年9月30日，於連敗3仗後，球隊本季聯賽10戰僅獲兩勝，位處降班區域之上的第20位，只有1分的差別，帶隊升班的領隊（Graham Alexander）被辭退[1]。
- 2015年10月6日，聘請前高雲地利領隊斯蒂文·普莱斯利（Steven Pressley）接手任教[2]。

### 盃賽成績
| 圈數     | 日期           | 主／客   | 對賽球隊  | 紀錄                                         |
| 聯 賽 盃 | 聯 賽 盃       | 聯 賽 盃 | 聯 賽 盃  | 聯 賽 盃                                     |
| -------- | -------------- | -------- | --------- | -------------------------------------------- |
| 第一圈   | 2018年8月15日  | 客       | 克魯      | 和1-1 互射十二碼勝4-3 （页面存档备份，存于） |
| 第二圈   | 2018年8月29日  | 客       | 李斯特城  | 負0-4 （页面存档备份，存于）                 |
| 足 總 盃 |                |          |           |                                              |
| 第一圈   | 2018年11月11日 | 客       | 艾費頓    | 勝4-1 （页面存档备份，存于）                 |
| 第二圈   | 2018年12月4日  | 客       | 古斯利    | 勝2-1 （页面存档备份，存于）                 |
| 第三圈   | 2019年1月5日   | 主       | AFC溫布頓 | 負2-3 （页面存档备份，存于）                 |

## 主場球場

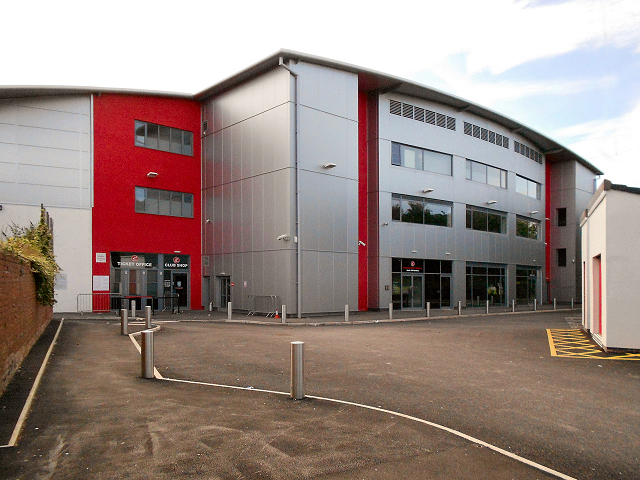
高貝利球場

高貝利球場（Highbury Stadium）是位於英格蘭兰开夏郡懷爾弗利特伍德的足球運動場，懷爾市議會（Wyre Borough Council）是地主，球場是費列活特鎮足球會和黑池預備隊（2006-2014年）的主場球場，建於1939年，現時可以容納5,327名觀眾。

## 贊助
弗利特伍德鎮的球衣主要贊助商包括「Commercial Power Ltd.」、「Business Energy Solutions」及「2am Media」。

## 榮譽

### 聯賽
- 英格蘭足球乙級聯賽
  - 附加賽冠軍：2013/14年
- 英格蘭足球議會全國聯賽
  - 冠軍：2011/12年
- 英格蘭北議會聯賽
  - 亞軍（及附加賽冠軍）： 2009/10年
- 英格蘭北部超級聯賽超聯組
  - 冠軍：2007/08年
- 英格蘭北部超級聯賽甲組
  - 冠軍：1987/88年
  - 亞軍（升班）：2005/06年

### 盃賽
- 北部超級聯賽挑戰盃（Northern Premier League Challenge Cup）
  - 冠軍：1971年、2007年
  - 亞軍：1989年
- 北部超級聯賽會長盃（Northern Premier League President's Cup）
  - 冠軍：1990年
  - 亞軍：1991年
- 足總瓶（FA Vase）
  - 亞軍：1984/85年
- 蘭開夏郡混合盃（Lancashire Combination Cup）
  - 冠軍：1926年、1932年、1933年、1934年
  - 亞軍：1953年、1967年
- 彼得·斯華勒斯盾（Peter Swales Memorial Shield）
  - 冠軍：2008年

## 著名球員
- 弗兰克·斯威夫特（Frank Swift） – 前曼城守門員，曾代表英格蘭國家隊上陣19場，退役後擔任記者，隨曼聯出訪，1958年2月6日遇上慕尼黑空难罹難。
- 占美·華迪（Jamie Vardy），司職前鋒或邊鋒，目前效力於英超俱樂部李斯特城足球會。在2015-16年賽季表現出色，成為英超連續進球紀錄最長的球員，亦令球隊於13輪賽事後一直排在積分榜第1位，並最終奪得該球季冠軍。華迪同時亦憑其出色的表現，獲得英格蘭國家隊總教練鶴臣的青睞入選2016年歐洲足球錦標賽23人大名單。

## 外部連結
- Fleetwood Town Official website （页面存档备份，存于）（英文）